# دوري كرة القدم الإنجليزي 1900–01
دوري كرة القدم الإنجليزي 1900–01 هو موسم من دوري كرة القدم الإنجليزي. أقيم خلال الفترة 1 سبتمبر 1900 وحتى 30 أبريل 1901، وفاز فيه نادي ليفربول.